# Montserrat Miró i Marimon
Montserrat Miró i Marimon (Barcelona, 26 de novembre de 1919 - Sabadell, 11 de setembre de 1999) va ser una mestra catalana. Era llicenciada en Filologia Clàssica i en Psicologia.

## Biografia
Va estudiar el Batxillerat a l'Institut Escola Ausiàs Marc de Barcelona durant la República. La Guerra Civil la va obligar a repetir el Batxillerat íntegrament, perquè els estudis fets durant la República no eren reconeguts pel nou règim. L'any 1940 es matriculà a la Facultat de Lletres de la Universitat de Barcelona i l'any 1943 es llicencià en I'especialitat de Filologia Clàssica (llatí, grec i sànscrit). La seva primera feina remunerada fou, probablement, corregir el diccionari castellà-llatí de l'editorial Spes, per a alumnes de Batxillerat. Després de fer moltes classes particulars, que la varen ajudar a pagar-se els estudis, començà, amb 23 anys, a fer de professora de llatí i grec a l'Institut Escola Industrial de Sabadell (1943-1947), un alumne del qual va esdevenir el seu marit, Isidre Torra i Casals, amb qui es casà l'any 1951. En aquesta època també ensenyava llatí i grec a l'Escola Tècnica Eulàlia, de Sarrià, però al començament dels anys 1960, quan la seva vida professional i personal s'havia centrat a Sabadell, exercí només en aquesta ciutat vallesana, on va fer també de professora de literatura de l'Escola Pia. L'any 1961 es posà al capdavant de l'Escola de Secretariat del CICF (Centre d'Influència Catòlica Femenina (1959-1974), situada a l'edifici del Gremi de Fabricants. L'any 1962 començà a treballar a l'Escola Sant Nicolau, on dedicà 25 anys de la seva vida professional; primer com a professora de llatí i grec, i els últims 18 anys com a directora de secundària. A començaments dels anys 1970 es llicencià en Psicologia per la Universitat de Barcelona.
Un cop jubilada, es va dedicar de manera altruista a impartir els seus coneixements a qui li demanava: feu formació social a Càritas de Sabadell, va col·laborar amb l'Arxiu Històric de Sabadell, va traduir textos llatins de la història local, no deixà mai l'erudició de la Lingüística i es dedicà a perfeccionar l'alemany, l'anglès, el rus, el francès i el francès, entre altres idiomes.
Des de l'any 2000 hi ha instituït el Premi Montserrat Miró i Marimon, que premia els millors treballs de recerca de Batxillerat de Sabadell i Sant Quirze del Vallès. El convoquen la Fundació Bosch i Cardellach, l'Ajuntament de Sabadell i el Centre de Recursos Pedagògics del Vallès Occidental I (Sabadell - Sant Quirze), amb la col·laboració de l'Ajuntament de Sant Quirze del Vallès. El curs 2017-2018, a més dels tres premis habituals, s'hi ha afegit el Premi Ciutat de Sabadell.